# Karol Firich
Karol Tytus Jerzy Firich (ur. 11 maja 1884 w Żywcu, zm. 28 maja 1936 w Krakowie) – komandor porucznik dyplomowany inżynier Marynarki Wojennej II RP.

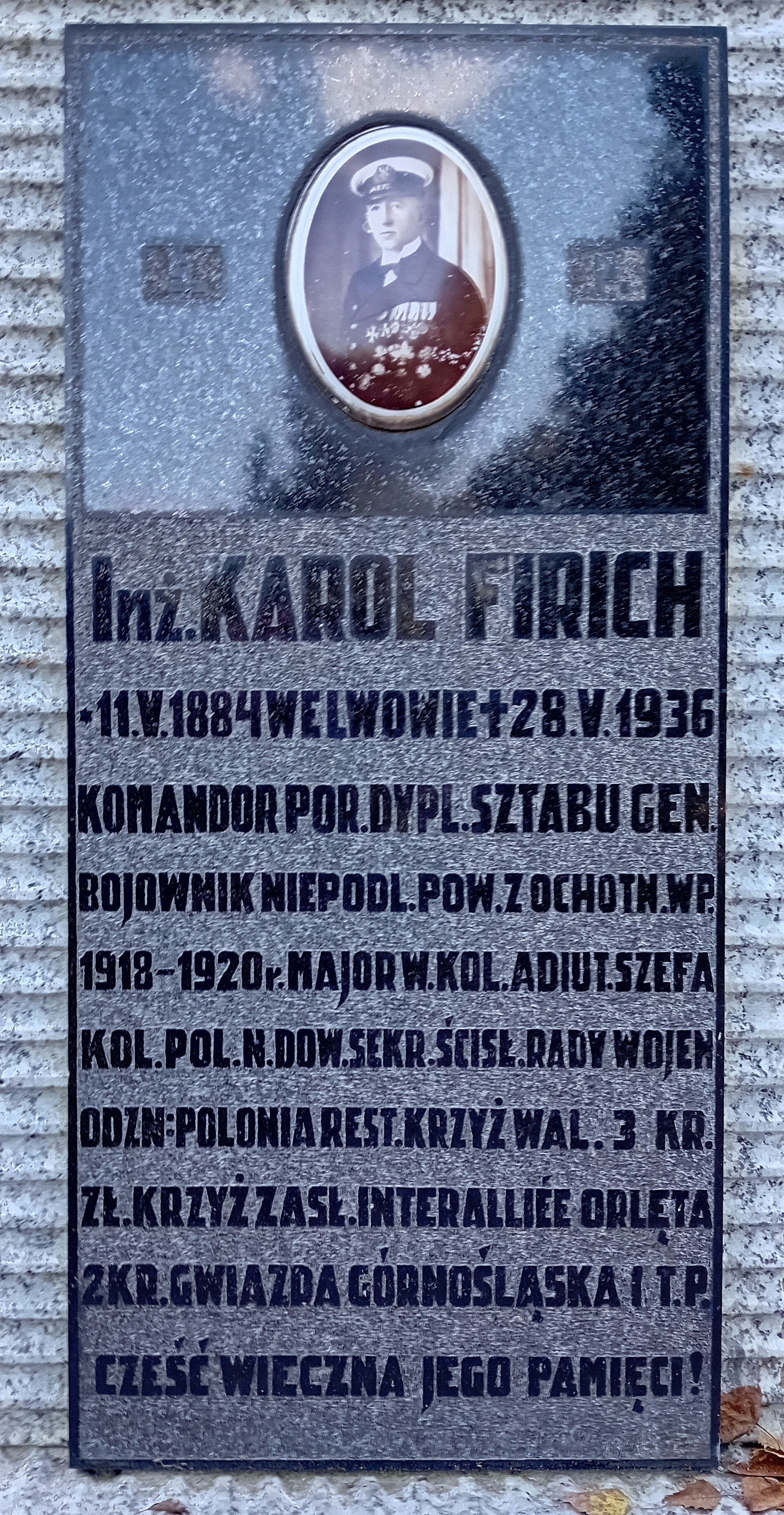
Tablica nagrobna Karola Firicha

## Życiorys
Z dniem 20 grudnia 1918 przyjęty został do Wojska Polskiego z byłej cesarskiej i królewskiej Marynarki Wojennej, w stopniu podporucznika marynarki i odkomenderowany do Oddziału III Sztabu Generalnego. Wziął udział w obronie Lwowa i powstaniu śląskim.
3 maja 1922 zweryfikowany został w stopniu komandora podporucznika ze starszeństwem z dniem 1 czerwca 1919, w korpusie technicznym. Z dniem 1 listopada 1924 odkomenderowany został z Oddziału IIIa Biura Ścisłej Rady Wojennej na IV Kurs Doszkolenia Wyższej Szkoły Wojennej w Warszawie. Z dniem 15 października 1925, po ukończeniu kursu i uzyskaniu dyplomu naukowego oficera Sztabu Generalnego, przydzielony został do Departamentu X Przemysłu Wojennego Ministerstwa Spraw Wojskowych.
3 maja 1926 awansował na komandora porucznika ze starszeństwem z dniem 15 sierpnia 1924 i 1. lokatą w korpusie technicznym. 31 marca 1927 roku otrzymał przydział do Oddziału II Sztabu Generalnego na stanowisko kierownika referatu. Z dniem 31 marca 1929 roku został przeniesiony w stan spoczynku.
W 1934 pozostawał na ewidencji Powiatowej Komendy Uzupełnień Warszawa Miasto III.
Autor książki „Polskość Górnego Śląska według urzędowych źródeł pruskich, a wyniki plebiscytu” (Warszawa 1921) i współautor pracy „Almanach oficerski na rok 1923/1924” wydanej w 1923, w Warszawie, przez Wojskowy Instytut Naukowo-Wydawniczy.
Zmarł 28 maja 1936 roku w Krakowie. Pochowany 2 czerwca 1936 roku na Cmentarzu Rakowickim (Wojskowym) w Krakowie. Do śmierci pracował w Izbie Przemysłowo-Handlowej w Krakowie na stanowisku kierownika działu komunikacyjnego.

## Ordery i odznaczenia
- Krzyż Oficerski Orderu Odrodzenia Polski (2 maja 1923)[5][6][7]
- Krzyż Walecznych (trzykrotnie)[8]
- Złoty Krzyż Zasługi (10 listopada 1928)[9]
- Odznaka pamiątkowa „Orlęta”[8]